# دیود معکوس

سمبل مداری دیود معکوس. هدایت جریان از کاتد(N) به آند(P) بیشتر است

دیود معکوس (به انگلیسی: backward diode یا back diode) نوع خاصی از دیود زنر یا دیود تونلی است که در بایاس معکوس بکار می‌رود و به ازای ولتاژهای خیلی کم، جریان بیشتری نسبت به بایاس مستقیم از خود عبور می‌دهد. به عنوان مثال در ولتاژ ۰٫۱− (بایاس معکوس) جریان خیلی بیشتری نسب به ولتاژ ۰٫۶ ولت (بایاس مستقیم) از خود عبور می‌دهد و به همین علت به دیود معکوس مشهور است. در دیود زنر، هدایت دیود در بایاس معکوس از ۲− ولت آغاز می‌شود.
فرایند هدایت جریان در دیود معکوس از پدیده تونل زنی الکترون‌ها ناشی می‌شود.

## مشخصه جریان–ولتاژ دیود معکوس

نمودار انرژی در یک دیود معکوس. نشانگر تونل زنی الکترون‌ها در بایاس معکوس خاصیت ویژه این دیود، جریان زیاد در بایاس معکوس- جریان کم در بایاس مستقیم

ویژگی‌های این دیود در بایاس مستقیم شبیه دیود معمولی است اما در بایاس معکوس به محض افزایش ولتاژ معکوس از صفر ولت، هدایت جریان آغاز می‌شود. دیود معکوس نوع ویژه‌ای از دیود تونلی است اما ناحیه مقاومت منفی ندارد.
شاید این سؤال مطرح شود که می‌توان به جای دیود معکوس از دیود معمولی در بایاس مستقیم استفاده کرد اما همانطوریکه اشاره شد، هدایت جریان در دیود معکوس به محض افزایش ولتاژ از صفر ولت، شروع می‌شود اما در دیود معمولی حداقل ولتاژ هدایت، ۰٫۶ ولت است.
جریان مستقیم در این دیودها بسیار کم است و تقریباً برابر است با جریان معکوس در دیودهای معمولی.

## کاربردهای دیود معکوس

### آشکارسازی
بعلت اینکه این دیود خاصیت خازنی بسیار کمی از خود نشان می‌دهد، می‌تواند در آشکارسازی سیگنال‌هایی تا فرکانس ۴۰ گیگاهرتز به کار رود.

### یکسوسازی
دیود معکوس می‌تواند در یکسوسازی سیگنال‌های ضعیف (۰٫۱ تا ۰٫۷ ولت) بکار رفت.

### سوئیچ
این دیود در مدارهای سوئیچینگ با سرعت بالا استفاده می‌شود.